# UUM-125 Sea Lance
UUM-125 Sea Lance, ursprungligen känd som Common ASW Standoff Weapon, beslutades om 1980 som en efterträdare till ubåtsjaktrobotarna av typen UUM-44 SUBROC och RUR-5 ASROC. Sea Lance skulle finnas i två versioner, känd som UUM-125A och RUM-125A. Den förstnämnda skulle skjutas från ubåtar, den senare från ytfartyg.

## Konstruktion och utveckling

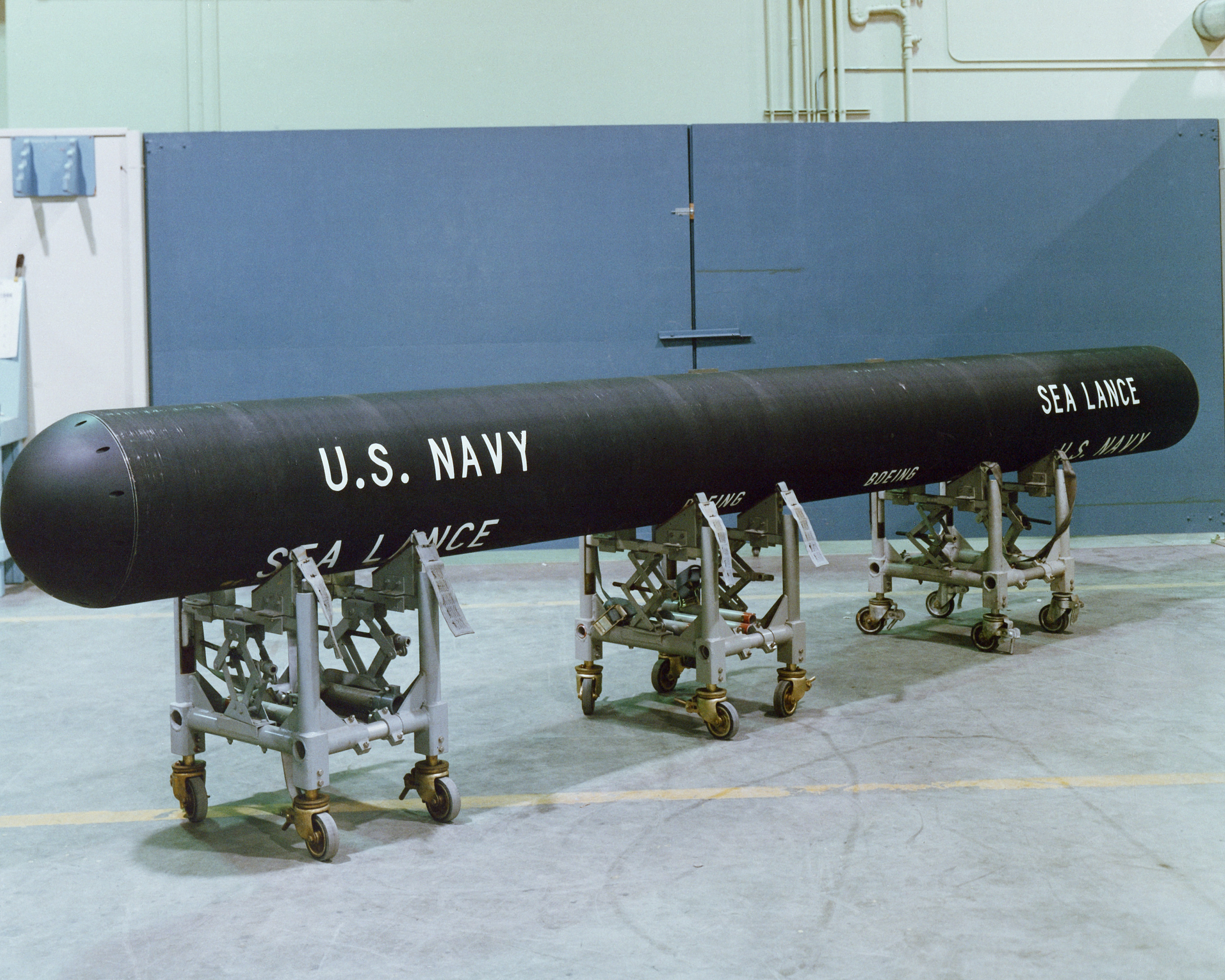
Sea Lance i utskjutningskapsel

1982 tilldelades Boeing huvudkontraktet för att utveckla systemet. Under de följande åren blev det uppenbart att utveckla två olika versioner av missilen var alltför ambitiöst, och ytterligare utveckling av RUM-125 avbröts. RUM-139, en vertikalstartande variant av ASROC, utvecklades som en ersättning i denna roll.
Sea Lance roboten skulle vara innesluten i en vattentät kapsel som skulle kunna skjutas ut från en vanlig 21 tums torpedtub. Ubåtens eldledningssystem gav målinformation till roboten inför avskjutning. Efter utskjutningen skulle kapseln flyta upp till ytan där robotens raketmotor skulle tändas och dess fenor skulle fällas ut. Ett tröghetsnavigeringssystem skulle styra roboten till den beräknade platsen för målet,  där skulle nyttolasten skiljas från roboten och sedan veckla ut en fallskärm för att bromsa in stridsspetsen. Versionen för övervattensfartyg skulle fungera på samma sätt men starta direkt ur  Mk 41 VLS vertikala avfyringstuber istället för utskjutningskapseln för ubåtsversionen. Båda robotarna var ursprungligen tänkta att bära en sjunkbomb med en 200 kt W89 termonukleär stridsspets. En sådan sprängstyrka skulle ha gett roboten en dödlig radie mot ubåtar av cirka 10 kilometer. Denna massiva stridsspets, kombinerat med det faktum att målet skulle inte vara i stånd att upptäcka roboten tills sjunkbomben slog ner i vattnet, gjorde det nästan omöjligt för ett mål att fly.
I mitten av 1980-talet föreslogs en konventionell variant av roboten som skulle bära den nya ubåtsjakttorpeden Mark 50. Denna version fick beteckningen UUM-125B.
År 1986 fick Boeing ett kontrakt för fullskalig utveckling av Sea Lance. 1988 beslutades att  även utveckla versionen RUM-125 för övervattensfartyg, samtidigt lade man utvecklingen av RUM-139 VL-ASROC i malpåse. Utvecklingen av de kärnvapenbärande versionerna av roboten avbröts till förmån för versionerna med en konventionellt laddad torped. Utvecklingsarbetet avbröts 1990 som en följd av kollapsen av Sovjetunionen. Idag har den amerikanska flottans attackubåtar inte någon ubåtsjaktrobot som ger möjlighet att bekämpa ubåtar på större avstånd än torpeder, medan ytfartygen har RUM-139 om är en vertikalt utskjuten version av ASROC.